# Sissle
Sissle – niewielka rzeka w kantonie Argowia, w Szwajcarii o długości ok. 16 km. Przepływa przez okręgi Laufenburg oraz Brugg. Następnie wpada do Renu, który stanowi zarazem granicę między Niemcami a Szwajcarią.
Nad Sissle leżą miejscowości Bözen, Oeschgen, Frick i Hornussen.